# En français. Best of
Albums de Angelo Branduardi
Camminando in tre
(2015)
En français. Best of est un album de musique interprété par Angelo Branduardi.

## L'album
Cette compilation originale en français est complétée par l'adaptation de deux titres extraits de l'album en italien Il rovo e la rosa et dont les paroles françaises sont dues à Carla Bruni.

## Liste des titres
- Barbrie Allen (1)
- Ma rose de Galilée (1)
- La demoiselle (2)
- Va où le vent te mène (2)
- À la foire de l’est (2)
- La série des nombres (2)
- Le don du cerf (2)
- Le seigneur des Baux (2)
- Bal en fa dièse mineur (2)
- Confession d’un malandrin (2)
- Petite chanson des contraires (3)
- Tout l'or du monde (2)
- La lune (2)
- Fort (4)
- Casanova revient (4)
- Ça se fait (4)
- Ce que sait le sherpa (2)
- La menace (2)

Adaptations françaises :
1. Carla Bruni
2. Étienne Roda-Gil
3. Serge Sauvé
4. Pierre Grosz